# Dávid Lajos (matematikus)
Dávid Lajos (Kolozsvár, 1881. május 28. – Budapest, 1962. január 9.) magyar matematikus, matematikatörténész.

## Életpályája
Tanulmányait Kolozsváron, Göttingában és Párizsban végezte. A kolozsvári egyetemen Farkas Gyula, Schlesinger Lajos és Riesz Frigyes voltak a tanárai. Göttingában David Hilbert és Felix Klein előadásait hallgatta. Sok időt töltött együtt az akkor szintén külföldön tanuló Fejér Lipóttal. 1903-ban doktorált Kolozsváron Schlesinger Lajos irányításával. Tézisének címe: A Gauss-féle medium arithmetico-geometricum algorithmusának és általánosításának elmélete a Jacobi-féle theta-függvények alapján.
1908-ban a székelyudvarhelyi református kollégium tanárává nevezték ki, 1910-től Kolozsváron magántanár (szombatonként kéthetente járt Kolozsvárra Székelyudvarhelyről), 1916-tól budapesti egyetemi tanár. Magyarországon elsőként tartott matematikatörténeti előadásokat 1918-ban Budapesten. 1919-ben a budapesti Tanárképző Főiskola, 1929-től a debreceni, 1940-től 1944-ig a kolozsvári tudományegyetem tanára.

## Munkássága
Függvénytani és algebrai dolgozatai jelentek meg a szaklapokban, tovább fejlesztette és általánosította a Gauss-féle aritmetikai-geometriai középarányos elméletét, a Pásztortűz munkatársa. Sokáig irányjelző monográfiát írt A két Bolyai élete és munkássága (Bolyai Farkas és Bolyai János) címmel (Budapest, 1923; 2. bővített kiadás Budapest, 1979). Bolyai-geometria az Appendix alapján c. könyve (1944) Kolozsvárt jelent meg. Ez utóbbi könyvet megjelenése után röviddel bezúzták, szerzőjének csak néhány példányt sikerült Budapestre menekítenie. 1991-ben a Bolyai János Katonai Műszaki Főiskola kiadta hasonmását, a szerző javításaival és bejegyzéseivel.